# Bibai
Bibai (jap. 美唄市, -shi) ist eine Stadt in der Unterpräfektur Sorachi auf der Insel Hokkaidō (Japan).

## Geographie
Bibai liegt südwestlich von Asahikawa und nordöstlich von Sapporo.

## Geschichte
Die Stadt besteht seit dem 1. April 1950.

## Verkehr
Der Bahnhof Bibai liegt an der Hakodate-Hauptlinie von JR Hokkaido; von dieser zweigte in den Jahren 1914 bis 1972 die zum Mitsubishi-Konzern gehörende Bibai-Bahnlinie ab. Die Stadt ist auch über die Dōō-Autobahn und die Nationalstraße 12 erreichbar.

## Angrenzende Städte und Gemeinden
- Ashibetsu
- Mikasa (Hokkaidō)
- Iwamizawa